# 邁克·庫立茲
邁克·庫立茲（英語：Michael Cudlitz，1964年12月29日—）是美國的一位演員。他最著名的作品包括在TNT電視劇南國警察中飾演John Cooper角色，以及在兄弟連中飾演Sergeant Denver "Bull" Randleman角色。庫立茲出生在紐約州長島。現以陰屍路裡的角色亞伯拉罕而走紅。